# Hrușove
Hrușove (în ucraineană Грушове) este o așezare de tip urban din orașul regional Krasnîi Luci, regiunea Luhansk, Ucraina. În afara localității principale, nu cuprinde și alte sate.

## Demografie
Componența lingvistică a așezării de tip urban Hrușove
     Rusă (90,5%)
     Ucraineană (9,17%)
Conform recensământului din 2001, majoritatea populației așezării de tip urban Hrușove era vorbitoare de rusă (90,5%), existând în minoritate și vorbitori de ucraineană (9,17%).